# Tomatlán, Veracruz
Tomatlán är en ort i Mexiko.   Den ligger i kommunen Tomatlán och delstaten Veracruz, i den sydöstra delen av landet, 230 km öster om huvudstaden Mexico City. Tomatlán ligger 1 364 meter över havet och antalet invånare är 4 348.
Terrängen runt Tomatlán är kuperad. Runt Tomatlán är det tätbefolkat, med 427 invånare per kvadratkilometer. Närmaste större samhälle är Córdoba, 18,5 km sydost om Tomatlán. I omgivningarna runt Tomatlán växer huvudsakligen savannskog.